# Lexus LX
El Lexus LX ( en japonés :レクサス・LX , en Hepburn : Rekusasu LX ) es un automóvil todoterreno de lujo del segmento F de tamaño completo vendido por Lexus , una división de lujo de Toyota desde enero de 1996, que comenzó a fabricarse en noviembre de 1995. Es el SUV de lujo más grande y más caro de Lexus. Se han producido cuatro generaciones, todas basadas en gran medida en los SUV Toyota Land Cruiser de larga duración . El LX 450 de primera generación comenzó a producirse en 1995 como la primera entrada de Lexus en el mercado de los SUV. Su sucesor, el LX 470, se estrenó en 1998 y se fabricó hasta 2007. El LX de tercera generación debutó en el Salón Internacional del Automóvil de Nueva York en abril de 2007. El LX de cuarta generación debutó en octubre de 2021.

La segunda y tercera generación tenían un motor V8, una carcasa unicuerpo de acero soldado combinada con un marco de escalera de acero de tamaño completo (construcción de carrocería sobre bastidor), y asientos para ocho pasajeros (en las ediciones LX 470 y LX 570). La primera generación del LX 450, un SUV de tamaño mediano, tenía un motor en línea 6 y asientos para siete pasajeros. La segunda generación del LX 470 compartió un estilo exterior con el Land Cruiser Cygnus, vendido en Japón. El LX es el SUV de lujo más grande y más caro de Lexus.

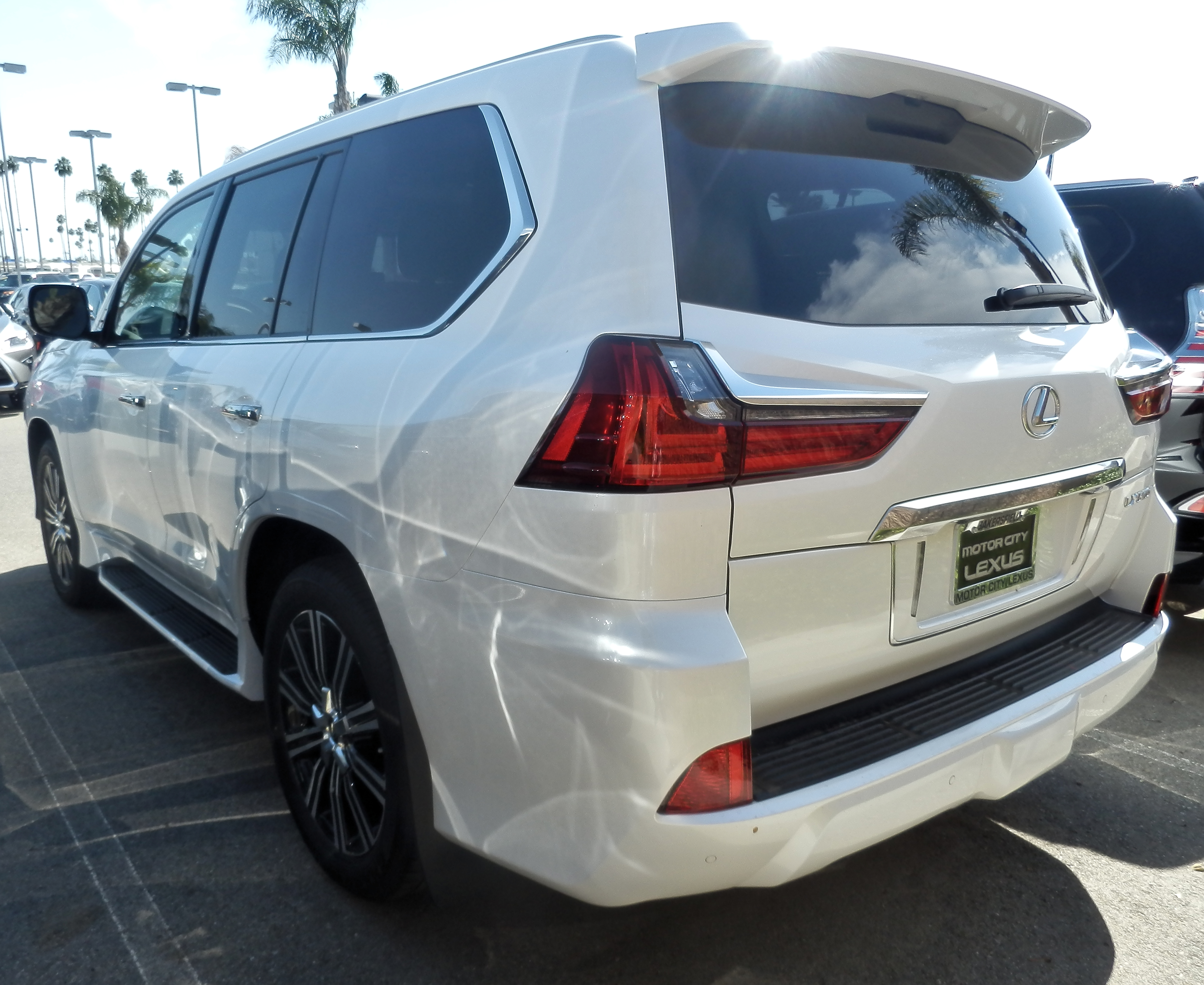
Parte posterior del LX 570

El 4 de abril de 2007, debutó la tercera y actual generación del LX, la LX 570 del año 2008 en el Salón Internacional del Automóvil de Nueva York, salió incluso antes que su homólogo el Toyota Land Cruiser. Este nuevo LX fue diseñado por Shinichi Hiranaka, cuyo diseño fue aprobado en 2004, quien también realizó la actualización de diseño aprobada en 2010. El motor que inicialmente estaba disponible es un 5.7 L 3UR-FE V8 con certificación UL EV-II.
En España, no está a la venta.

## Galería

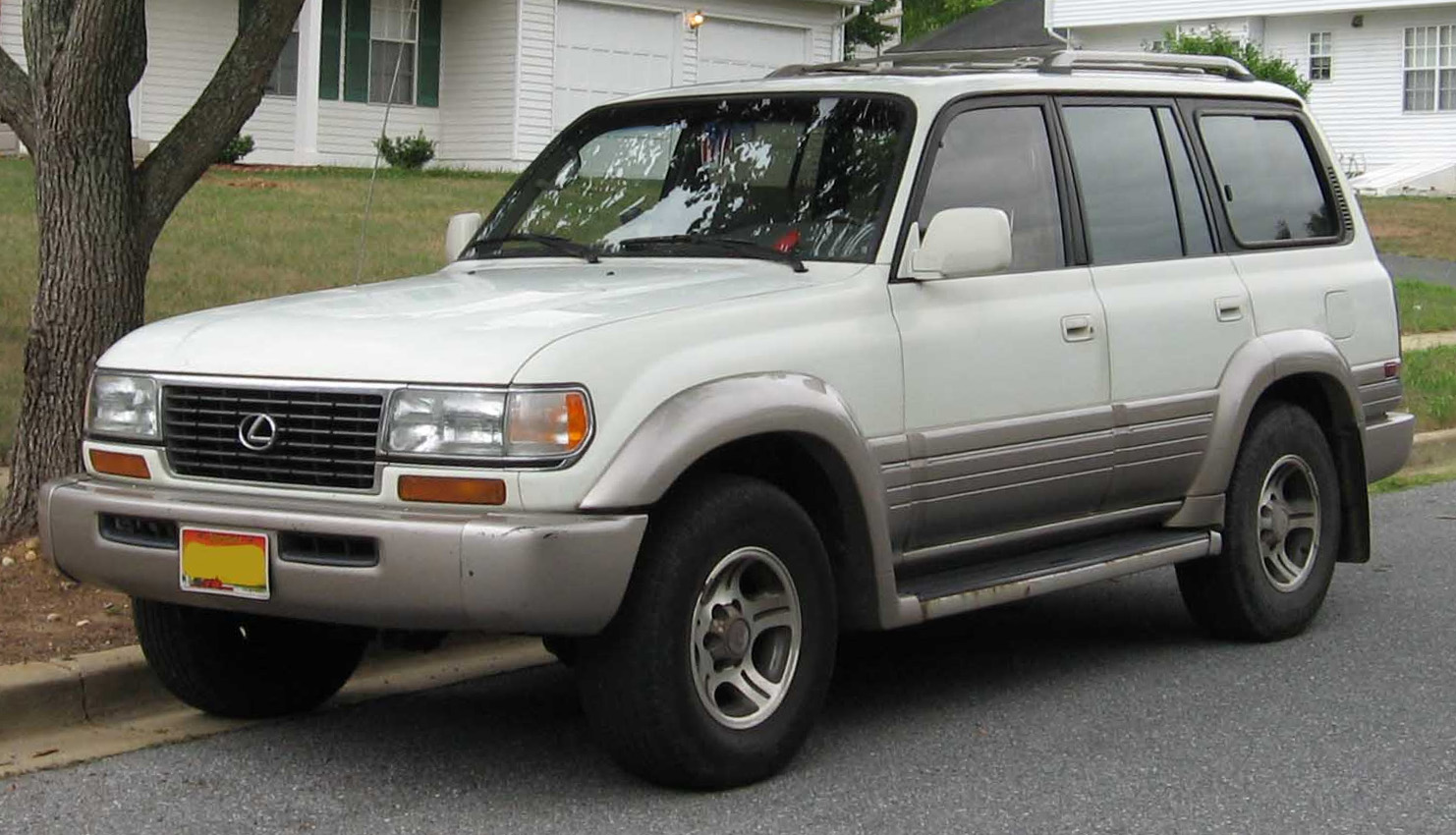
Primera generación (1995-1997)
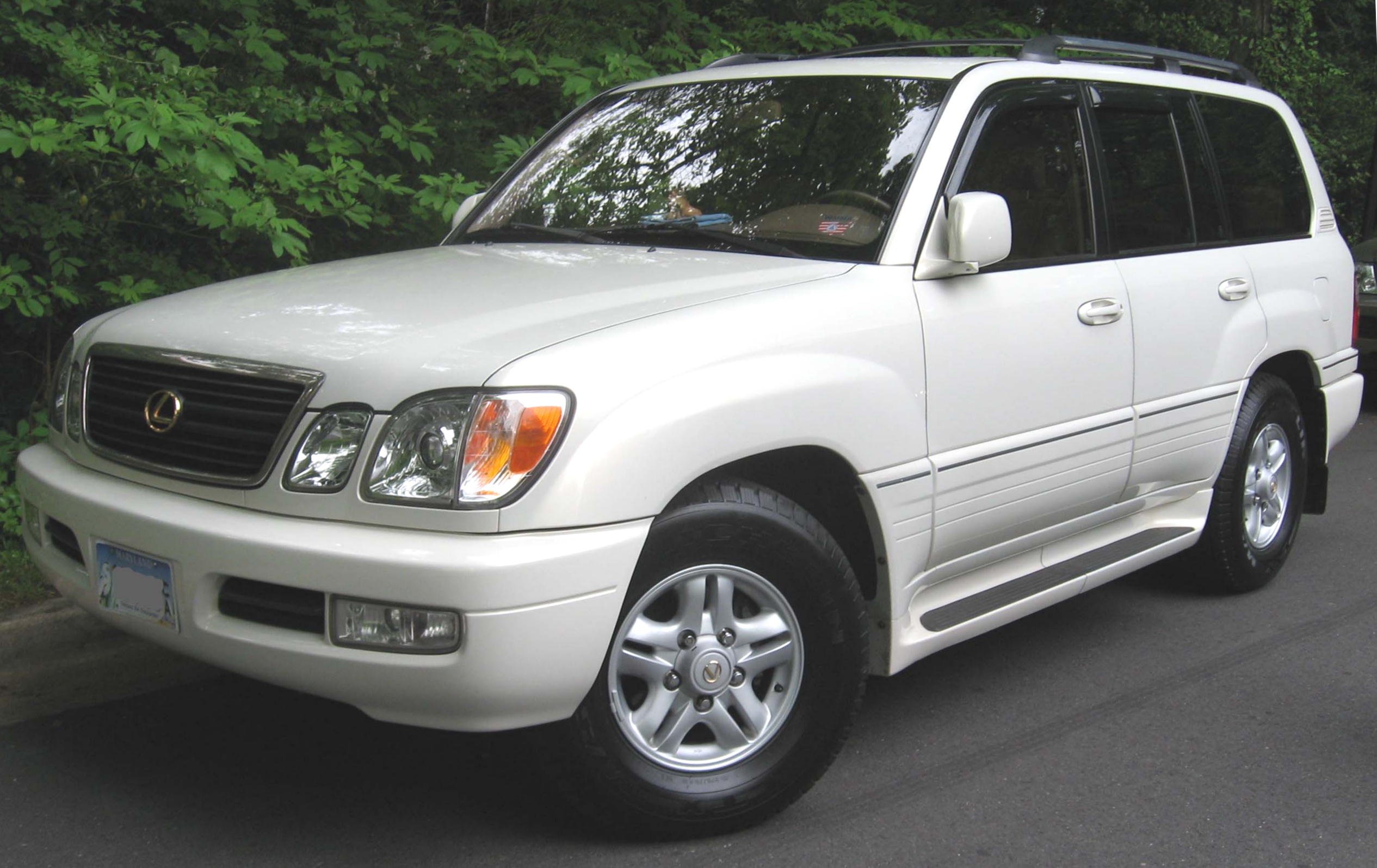
Segunda generación (1998-2007)
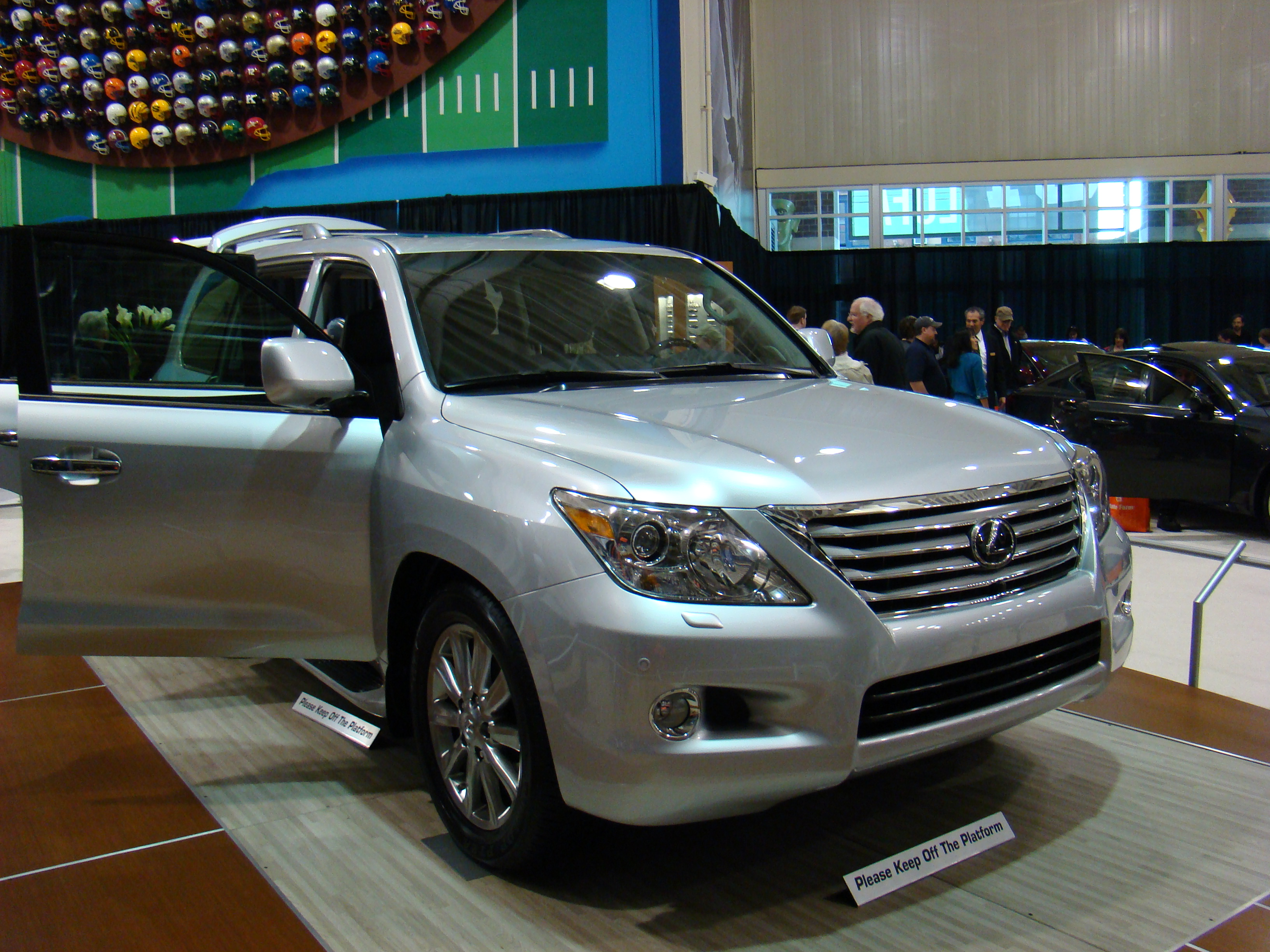
Tercera generación (2007-2015)
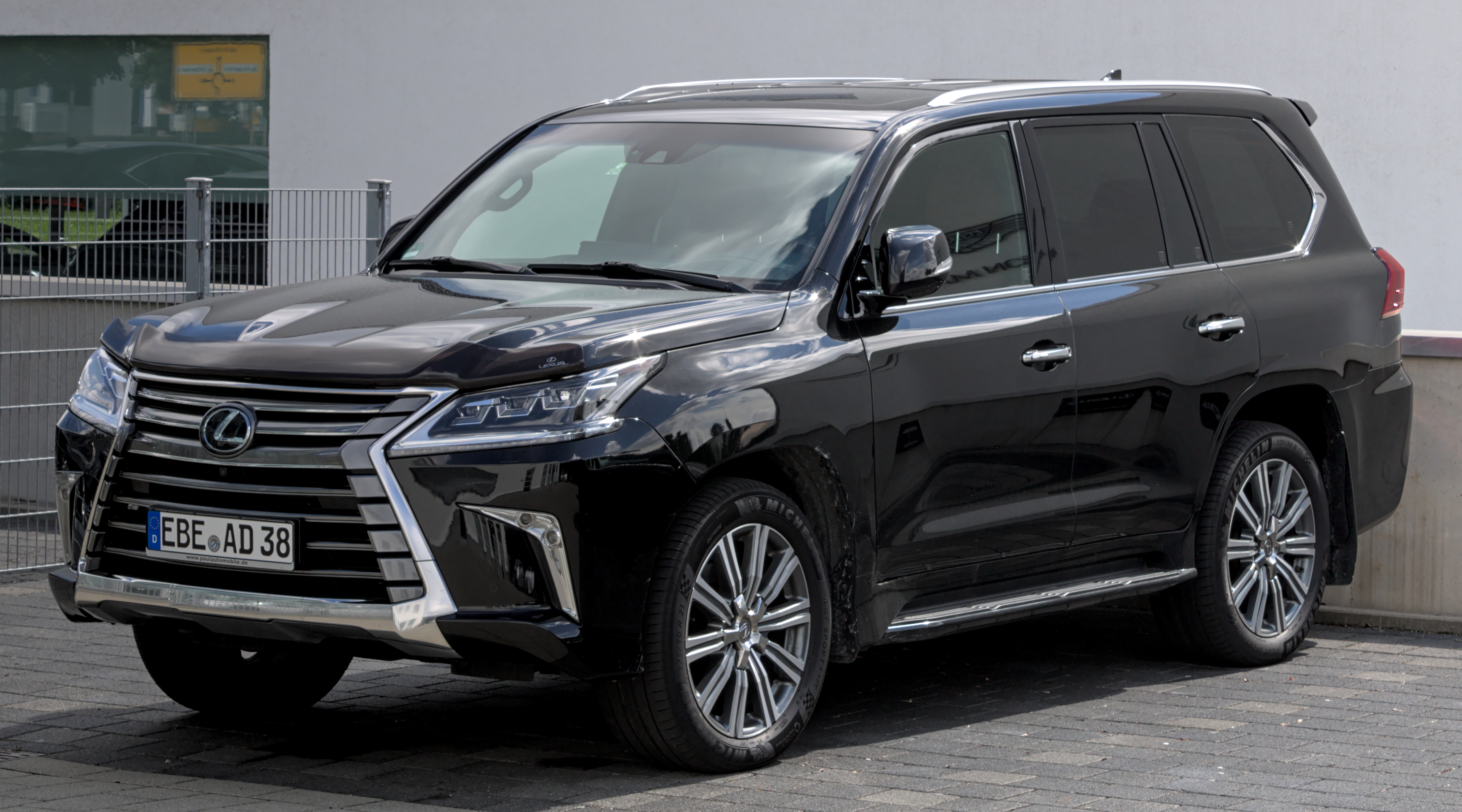
Cuarta generación (2015-presente)